# Chaher Zarour
Chaher Zarour (sinh ngày 14 tháng 3 năm 1983) là một cầu thủ bóng đá người Pháp-Algérie hiện đang thi đấu ở vị trí trung vệ.

## Sự nghiệp thi đấu

### Dijon
Ngày 16 tháng 9 năm 2009, Zarour ký hợp đồng 3 năm với câu lạc bộ Ligue 2, Dijon. Chỉ 2 ngày sau, anh ta có lần ra mắt đội bóng khi vào sân thay người trong 1 trận đấu gặp Metz. Ngày 2 tháng 10 năm 2009, Zarour ghi bàn thắng đầu tiên cho đội bóng trong trận gặp Le Havre.

### Arles-Avignon
Tháng 7 năm 2012, Zarour chuyển tới câu lạc bộ Arles-Avignon bằng bản hợp đồng kéo dài 2 năm.

### Sanna Khánh Hòa BVN
Tháng 1 năm 2016, Zarour chuyển tới câu lạc bộ Sanna Khánh Hòa BVN.